# 趙小金
趙 小金（ちょう しょうきん、1126年 - 1129年）は、北宋の徽宗の第34皇女（夭逝を除いて第23皇女）。

## 経歴
靖康元年（1126年）春に生まれ、恭福帝姫の位を授けられた。靖康の変以前に徽宗がもうけた最年少の女子である。その当時、徽宗はすでに退位して太上皇となっており、帝位は長男の欽宗に譲っていた。
靖康の変の際、金軍では「恭福帝姫は乱兵に殺害された」と報告されたが、実際には秘かにかくまわれ逃がれていた。その後、建炎3年（1129年）に南宋で死去した。兄の高宗により隋国長公主の位を追贈された。

## 伝記資料
- 『靖康稗史箋證』
- 『宋会要輯稿』
- 『建炎以来朝野雑記』